# Rainbow Reel Tokyo
El Rainbow Reel Tokyo (レインボー・リール東京 Reinbō Rīru Tōkyō?) (RRT) es un festival de cine internacional de temática LGBT que se lleva a cabo anualmente en Tokio, Japón. El festival se celebra en el mes de julio, con sede en el Spiral Hall de Aoyama. Hasta 2016, el festival era conocido bajo el nombre de Festival Internacional de Cine Gay y Lésbico de Tokio o bajo su acrónimo de TILGFF. Su cambio de nombre tuvo lugar después de que la organización sin fines de lucro homónima se convirtiera en organizadora del festival.
Comenzó como un pequeño festival de cine celebrado por primera vez en marzo de 1992, con el próposito de fomentar la producción de películas de temática LGBT. La primera edición del festival se llevó a cabo en el Nakano Sun Plaza, en Nakano, mientras que los siguientes tres eventos se llevaron a cabo en el Teatro Kichijōji Baus y, desde 1996, en el actual Spiral Hall. Cada año, alrededor de veinte o treinta películas de todo el mundo compiten en el festival. La película ganadora es escogida por el público y el director recibe el Grand Prix Rainbow Reel, un premio de ¥100,000 (USD$1000).

## Cronología

### 1° edición (1992)
| Título                                     | Año       | País           | Director(s)                  | Notas                                                                      |
| ------------------------------------------ | --------- | -------------- | ---------------------------- | -------------------------------------------------------------------------- |
| AIDS March on Washington                   | 1988      | Estados Unidos | Los Angeles Project          | Documental                                                                 |
| The Best of Out                            | 1985      | Estados Unidos | London Project               | Documental                                                                 |
| Forbidden Love                             | 1990      | Checoslovaquia | Vladislav Kvasnička          |                                                                            |
| Gay Games 2                                | 1986      | Estados Unidos | San Francisco Sports Project | Documental                                                                 |
| Gay Movement in Japan                      | 1986      | Japón          | ILGA Japan Video Project     | Documental                                                                 |
| Nocturne                                   | 1990      | Reino Unido    | Joy Chamberlain              |                                                                            |
| OCCUR Takes Its Case to Court              | 1992      | Japón          | OCCUR Video Project          | Participó en el festival bajo el nombre de OCCUR Takes I'ts...... to Court |
| Orientations                               | 1986      | Canadá         | Richard Fung                 |                                                                            |
| Over Our Dead Bodies                       | 1991      | Reino Unido    | Stuart Marshall              |                                                                            |
| Revolutions Happen Like Refrains in a Song | 1988      | Filipinas      | Nick Deocampo                |                                                                            |
| We Were One Man                            | 1978      | Francia        | Philippe Vallois             |                                                                            |
| Because the Dawn                           | 1988      | Estados Unidos | Amy Goldstein                | Película corta                                                             |
| The Battle of Tuntenhaus                   | 1991      | Reino Unido    | Juliet Bashore               | Película corta                                                             |
| Bolo! Bolo!                                | 1991      | Canadá         | Gita Saxena Ian Iqbal Rashid | Película corta                                                             |
| Exposure                                   | 1990      | Canadá         | Michelle Mohabeer            | Película corta                                                             |
| Fighting Chance                            | 1990      | Canadá         | Richard Fung                 | Película corta                                                             |
| Honored by the Moon                        | 1989      | Estados Unidos | Mona Smith                   | Documental corto                                                           |
| Outtakes                                   | 1989      | Estados Unidos | John Goth                    | Película corta                                                             |
| Ten Cents a Dance: Parallax                | 1985      | Canadá         | Midi Onodera                 | Película corta                                                             |
| We Were Everywhere                         | 1987      | Suecia         | Bill Sure                    | Película corta                                                             |
| The White Line Dance Flowing Heart         | 1991 1992 | Tailandia      | John Goth                    | Película corta                                                             |
| Women of Gold                              | 1990      | Estados Unidos | Eileen Lee Marilyn Abbink    | Película corta                                                             |

### 2° edición (1993)
| Título                                        | Año  | País               | Director(s)                            | Notas                    |
| --------------------------------------------- | ---- | ------------------ | -------------------------------------- | ------------------------ |
| Before Stonewall                              | 1984 | Estados Unidos     | Robert Rosenberg Greta Schiller        | Documental               |
| Bright Eyes                                   | 1986 | Reino Unido        | Stuart Marshall                        | Documental               |
| Dear My Friends                               | 1992 | Japón              |                                        | Documental               |
| Fun Down There                                | 1989 | Estados Unidos     | Roger Stigliano                        |                          |
| Love and Marriage                             |      | Reino Unido        | Susan Ardill                           |                          |
| The Lost Language of Cranes                   | 1991 | Reino Unido        | Nigel Finch                            | Película para televisión |
| Minoru & Me                                   | 1992 | Reino Unido        | Toichi Nakata                          |                          |
| North of Vortex                               | 1991 | Reino Unido/Grecia | Constantine Giannaris                  |                          |
| Okoge                                         | 1992 | Japón              | Takehiro Nakajima                      |                          |
| On Guard                                      | 1984 | Australia          | Susan Lambert                          |                          |
| The Salt Mines                                | 1990 | Estados Unidos     | Susana Aikin Carlos Aparicio           |                          |
| Together Alone                                | 1991 | Estados Unidos     | P. J. Castellaneta                     |                          |
| Woman Like Us                                 |      | Reino Unido        |                                        |                          |
| Among Good Christian Peoples                  | 1991 | Estados Unidos     | Catherine Saalfield Jacqueline Woodson | Documental               |
| Anthem                                        | 1991 | Estados Unidos     | Marlon Riggs                           | Película corta           |
| Aura                                          | 1992 | Estados Unidos     | Ming-Yuen S. Ma                        | Película corta           |
| Because This Is About Love                    | 1991 | Estados Unidos     | Shu Lee Ong                            | Película corta           |
| Caught Looking                                | 1991 | Reino Unido        | Constantine Giannaris                  | Película corta           |
| Gay Sera Sera                                 | 1992 | Reino Unido        | Susan Ardill                           | Película corta           |
| Guess Who's Coming to Dinner                  | 1991 | Reino Unido        | Richard Kwietniowski                   | Película corta           |
| Home Sweet Home                               | 1991 | Reino Unido        | Rosalind Haber                         | Película corta           |
| If She Grows Up Gay                           | 1983 | Estados Unidos     | Karen Sloe                             | Película corta           |
| I Got This Way From Kissin' Girls             | 1990 | Estados Unidos     | Julie Battler                          | Película corta           |
| I Never Danced the Way Girls Were Supposed To | 1992 | Estados Unidos     | Dawn Suggs                             | Película corta           |
| Irome                                         | 1992 | Japón              | Hiroyuki Ōki                           | Película corta           |
| Khush                                         | 1991 | Reino Unido        | Pratibha Parmar                        | Película corta           |
| L Is for the Way You Look                     | 1991 | Estados Unidos     | Jean Carlomusto                        | Película corta           |
| Non, Je Ne Regrette Rien (No Regret)          | 1992 | Estados Unidos     | Marlon Riggs                           | Película corta           |
| Red Lolita                                    | 1989 | Estados Unidos     | Gloria Toyunpark                       | Película corta           |
| Relax                                         | 1991 | Reino Unido        | Chris Newby                            | Película corta           |
| Rosebud                                       | 1992 | Reino Unido        | Cheryl Farthing                        | Película corta           |
| RSVP                                          | 1991 | Canadá             | Laurie Lynd                            | Película corta           |
| Sandra's Garden                               | 1991 | Canadá             | Bonnie Dickson                         | Película corta           |
| She Don't Fade                                | 1991 | Estados Unidos     | Cheryl Dunye                           | Película corta           |
| Target Bush                                   | 1991 | Estados Unidos     |                                        | Película corta           |
| Tell Me No Lies                               | 1992 | Reino Unido        | Neil Hunter                            | Película corta           |
| Tell Me Why: The Epistemology of Disco        | 1991 | Canada             | John Di Stefano                        | Película corta           |
| They Are Lost to Vision Altogether            | 1989 | Estados Unidos     | Tom Colin                              | Película corta           |
| Two Marches                                   | 1991 | Estados Unidos     | Jim Hubbard                            | Película corta           |
| War on Lesbians                               | 1992 | Estados Unidos     | Jane Cotis                             | Película corta           |

### 3° edición (1994)
| Título                                                 | Año  | País                   | Director(s)                                   | Notas                                            |
| ------------------------------------------------------ | ---- | ---------------------- | --------------------------------------------- | ------------------------------------------------ |
| Forbidden Love: The Unashamed Stories of Lesbian Lives | 1992 | Canadá                 | Aerlyn Weissman Lynne Fernie                  | Documental                                       |
| Grief                                                  | 1993 | Estados Unidos         | Richard Glatze]                               |                                                  |
| In the Best Interests of the Children                  | 1977 | Estados Unidos         | Frances Reid Elizabeth Stevens Cathy Zheutlin | Documental                                       |
| Prince in Hell                                         | 1993 | Alemania               | Michael Stock                                 |                                                  |
| Yūbe no Himitsu                                        | 1989 | Japón                  | Ryōsuke Hashiguchi                            | Compitió bajo el título de Secret in the Evening |
| After the Break                                        | 1992 | Estados Unidos         | Mary Guzmán                                   | Película corta                                   |
| Because the Dawn                                       | 1988 | Estados Unidos         | Amy Goldstein                                 | Película corta                                   |
| Both                                                   | 1993 | Estados Unidos         | Vic De La Rosa                                | Película corta                                   |
| A Certain Grace                                        | 1992 | Estados Unidos         | Sandra Nettelbeck                             | Película corta                                   |
| The Fairy Who Didn't Want to Be a Fairy Anymore        | 1992 | Canadá                 | Laurie Lynd                                   | Película corta                                   |
| Harold and Hiroshi                                     | 1989 | Estados Unidos         | Ed Askinazi                                   | Película corta                                   |
| I Need a Man Like You to Make My Dreams Come True      | 1986 | Canadá                 | Kalli Paakspuu Daria Stermac                  | Película corta                                   |
| Ifé                                                    | 1993 | Estados Unidos         | Len Keller                                    | Película corta                                   |
| In Plain View                                          | 1993 | Francia/Estados Unidos | Felix Olivier                                 | Película corta                                   |
| Just Because of Who We Are                             | 1986 | Estados Unidos         | Hermadia Collective                           | Película corta                                   |
| The Lesbian Impress Card                               | 1990 | Estados Unidos         | Ingrid Wilhite                                | Película corta                                   |
| Life on Earth As I Know It                             | 1989 | Australia              | Penny McDonald                                | Película corta                                   |
| Loverville                                             | 1992 | Estados Unidos         | Bohdan Zachary                                | Película corta                                   |
| My Life                                                | 1992 | Canadá                 | Denis Langlois                                | Película corta                                   |
| Pool Days                                              | 1993 | Estados Unidos         | Brian Sloan                                   | Película corta                                   |
| Public Opinion                                         | 1993 | Estados Unidos         | Ted Dvoracek                                  | Película corta                                   |
| Shirīzu・Saitō-kun to Yoshinaga-kun                    | 1991 | Japón                  | Yoshio Takanori                               | Película corta                                   |
| Thick Lips Thin Lips                                   | 1994 | Canadá                 | Paul Lee                                      | Película corta                                   |
| Things We Said Today                                   | 1992 | Estados Unidos         | John Miller-Monzon                            | Película corta                                   |
| Twenty-two                                             | 1993 | Estados Unidos         | Gene Bernard                                  | Película corta                                   |
| Bokutachi Konna Mono ga Hoshii!!                       | 1993 | Japón                  |                                               | Película corta de NHK                            |
| The Weight of Oceans                                   | 1992 | Estados Unidos         | John Binninger                                | Película corta                                   |

### 4° edición (1995)
| Título                                         | Año  | País           | Director(s)                                   | Notas                  |
| ---------------------------------------------- | ---- | -------------- | --------------------------------------------- | ---------------------- |
| The Lesbian Avengers Eat Fire Too              | 1993 | Estados Unidos | Janet Baus Su Friedrich                       | Documental             |
| Totally Fucked Up                              | 1993 | Estados Unidos | Gregg Araki                                   |                        |
| World and Time Enough                          | 1994 | Estados Unidos | Eric Mueller                                  |                        |
| Your Heart Is All Mine                         | 1992 | Alemania       | Elke Götz                                     |                        |
| 100 Seconds with Sasha                         | 1994 | Estados Unidos | Hans Gelke                                    | Película corta         |
| 1993 West Coast Retreat                        | 1994 | Estados Unidos | Marilyn Abbink Heidi Li Marie Kyoko Morohoshi | Documental             |
| Beyond/Body/Memory                             | 1993 | Canadá         | Neesha Dosanjh                                | Película corta         |
| Billy Turner's Secret                          | 1991 | Estados Unidos | Michael Mayson                                | Película corta         |
| Carmelita Tropicana: Your Kunst Is Your Waffen | 1994 | Estados Unidos | Ela Troyano                                   | Película corta         |
| Closets Are for Clothes                        | 1995 | Japón          | Dezu                                          | Película corta         |
| Cruel                                          | 1994 | Estados Unidos | Desi Del Valle                                | Película corta         |
| The Dead Boys' Club                            | 1992 | Estados Unidos | Mark Christopher                              | Película corta         |
| Death in Venice, CA                            | 1994 | Estados Unidos | P. David Ebersole                             | Película corta         |
| Deep Sea Diving at Night, With a Camera        | 1994 | Estados Unidos | Elsa Eder                                     | Película corta         |
| Elevation                                      | 1989 | Australia      | Stephen Cummins                               | short film, 11 minutes |
| Flames of Passion                              | 1989 | Reino Unido    | Richard Kwietniowski                          | Película corta         |
| A Friend of Dorothy                            | 1994 | Estados Unidos | Raoul O'Connell                               | Película corta         |
| Her Sweetness Lingers                          | 1994 | Canadá         | Shani Mootoo                                  | Película corta         |
| Ketchup-man                                    |      | Japón          | Daisuke Aiba                                  | Película corta         |
| The Last Stop                                  | 1994 | Reino Unido    | Ross Dinwiddy Mark Adams                      | Película corta         |
| Los dos Jorges                                 | 1993 | Estados Unidos | Nelson Nazario                                | Película corta         |
| The Lost Heart                                 | 1993 | Alemania       | Hilou Vogelmann                               | Película corta         |
| Lost in the Garden                             |      | Japón          | Tsuyoshi Shōji                                | Película corta         |
| The Love Thang Trilogy                         | 1994 | Estados Unidos | Mari Keiko Gonzales                           | Película corta         |
| Mister Sisters                                 | 1994 | Estados Unidos | Ingrid Wilhite                                | Película corta         |
| Outlaw                                         | 1994 | Estados Unidos | Alisa Lebow                                   | Película corta         |
| ''Boku ga Urisen wo Yameta Riyū                | 1996 | Japón          | Satoshi Sugano                                | Película corta         |
| Sex Bowl                                       | 1994 | Estados Unidos | Shu Lea Cheang                                | Película corta         |
| Sex Fish                                       | 1993 | Estados Unidos | Shu Lea Cheang E.T. Baby Maniac               | Película corta         |
| Song of the Goddess                            | 1993 | Hong Kong      | Ellen Pau                                     | Película corta         |
| Summer                                         | 1995 | Japón          | Takako Tajiri                                 | Película corta         |
| Tomboy                                         | 1994 | Estados Unidos | Dawn Logsdon                                  | Película corta         |
| Wicked Radiance                                | 1992 | Estados Unidos | Azian Nurudin                                 | Película corta         |